# Estádio Odilon Flores
Estádio Odilon Flores – stadion piłkarski, w Goiás, Rio Grande do Sul, Brazylia, na którym swoje mecze rozgrywa klub Mineiros Esporte Clube.